# Tomar
Tomar este un oraș din districtul Santarém, Portugalia, la cca 100 km de Lisabona.

## Obiective turistice
- Cetatea Templierilor din Mănăstirea Ordinului lui Hristos. După abolirea Ordinului Templierilor în 1312, supraviețuitorii templieri s-au organizat în două noi ordine: “Ordinul de Montesa de Aragon” în Spania și „Miliția lui Cristos” („Ordinul lui Cristos”) în Portugalia. Regulile de funcționare au rămas aceleași. Doar crucea roșie a fost înlocuită cu o cruce neagră, pe aceeași mantie de culoare albă. Centrul „Ordinului lui Cristos” din Portugalia a devenit cetatea templieră din Tomar. Toți vechii templieri din Portugalia au intrat în noul Ordin, iar funcția de Mare Maestru a fost încredințată lui Gil Martins. Cetatea Templierilor a fost înscrisă pe lista patrimoniului cultural mondial UNESCO.

## Galerie de imagini

Cetatea Templierilor (“Convento de Cristo”)
Cetatea Templierilor (“Fereastra manuelinică”)
Cetatea Templierilor (“Grande claustro”)
Tomar (străduţă veche)